# Daniel DeSanto
Daniel DeSanto (Toronto, 3 de outubro de 1980) é um ator canadense.
Participou do filme Mean Girls em 2004, entre outros. Adquirio fama sobretudo pela participação em Are You Afraid of the Dark?, cujo personagem era "Tucker".

## Filmografia

### Filmes
| Ano  | Título                                 | Papel                    | Notas                 |
| ---- | -------------------------------------- | ------------------------ | --------------------- |
| 1989 | La famiglia Buonanotte                 | Michaelangelo Buonanotte |                       |
| 1990 | The Freshman                           | Mall Patron              |                       |
| 1991 | Power Pack                             | Eddie                    | Telefilme             |
| 1991 | The Return of Eliot Ness               | Jornaleiro               | Telefilme             |
| 1993 | Gregory K                              | Jeremiah Kingsley        | Telefilme             |
| 1995 | Prince for a Day                       | Carlo                    | Telefilme             |
| 1997 | The Don's Analyst                      | Vincent (jovem)          | Telefilme             |
| 1998 | Half Baked                             | Filho na escola          | Participação especial |
| 2000 | Phantom of the Megaplex                | Zeke                     | Telefilme             |
| 2004 | Mean Girls                             | Jason                    |                       |
| 2004 | Beyblade: The Movie - Fierce Battle    | Ray Kon (voz)            | Vídeo                 |
| 2009 | Gooby                                  | Crane                    |                       |
| 2009 | Deadliest Sea                          | Novato                   | Telefilme             |
| 2009 | The Boondock Saints II: All Saints Day | Ottilio Panza            |                       |
| 2011 | Breakaway                              | Churchnick               |                       |
| 2012 | Havana 57                              | Oficial Lino             |                       |
| 2012 | Whiskey Business                       | Joey Pipes               | Telefilme             |

### Televisão
| Ano  | Título                                   | Papel                | Notas                                     |
| ---- | ---------------------------------------- | -------------------- | ----------------------------------------- |
| 1990 | Eric's World                             | Horace               | Série de TV                               |
| 1990 | My Secret Identity                       |                      | Episódio: "Seems Like Only Yesterday"     |
| 1991 | The Kids in the Hall                     | John                 | Episódio: "2.19"                          |
| 1991 | The Kids in the Hall                     | Filho                | Episódio: "3.3"                           |
| 1991 | Street Legal                             | Criança              | Episódio: "Too Many Cooks"                |
| 1993 | Tales from the Cryptkeepe                | Dwight (voz)         | Episódio: "While the Cat's Away"          |
| 1994 | The Adventures of Dudley the Dragon      | Matt                 | Série de TV                               |
| 1994 | Due South                                | Jerry                | Episódios: "Chicago Holiday: Parte 1 e 2" |
| 1994 | Are You Afraid of the Dark?              | Tucker               | 39 episódios (1994-1996)                  |
| 1994 | The Magic School Bus                     | Carlos Ramon (voz)   | 52 episódios (1994-1997)                  |
| 1995 | Goosebumps                               | Gabe                 | Episódio: "Return of the Mummy"           |
| 1998 | Mythic Warriors: Guardians of the Legend | Iolas (voz)          | 2 episódios (1998-1999)                   |
| 1998 | The Famous Jett Jackson                  | Hall Beale Jr.       | 3 episódios (1998-1999)                   |
| 1999 | Rescue Heroes                            | Carter               | Episódio: "1.27"                          |
| 1999 | Are You Afraid of the Dark?              | Tucker               | 23 episódios (1999-2000)                  |
| 2000 | Wind at My Back                          | Garoto               | Episódio: "Coming of Age"                 |
| 2001 | Braceface                                | Brock Leighton (voz) | 2 episódios (2001-2003)                   |
| 2002 | Bakuten shoot beyblade                   | Ray (voz)            | 53 episódios (2002-2005)                  |
| 2003 | Monster by Mistake                       | Billy                | Episódio: "Warren's Nightmare"            |
| 2008 | The Border                               | Rene Colone          | Episódio: "Normalizing Relations"         |
| 2008 | XIII                                     | Agente técnico       | Minissérie                                |
| 2009 | Being Erica                              | Lance                | Episódio: "What I Am Is What I Am"        |
| 2009 | Aaron Stone                              | Harrison Marshall    | 4 episódios                               |
| 2010 | Bloodletting & Miraculous Cures          | Steven Dizon         | Episódio: "Code Clock"                    |
| 2010 | The Dating Guy                           | Whitebread           | Episódio: "20,000 VJ's Under the Sea"     |
| 2011 | Mudpit                                   | T.L.                 | Episódio: "First Temptation of Mudpit"    |
| 2011 | Combat Hospital                          | Major Glad Marin     | 6 episódios                               |
| 2012 | Republic of Doyle                        | Marco                | Episódio: "Con, Steal, Love"              |
| 2012 | Rookie Blue                              | Paul Salenko         | Episódio: "Girls' Night Out"              |
| 2013 | Lost Girl                                | Aussie               | Episódio: "Subterrfaenean"                |